# Prière de saint Ephrem
Cette page contient des caractères spéciaux ou non latins. S’ils s’affichent mal (▯, ?, etc.), consultez la page d’aide Unicode.

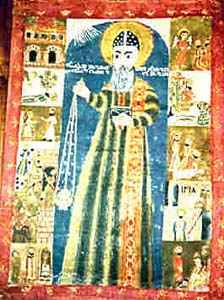
Icône de saint Éphrem le Syrien (Meryem Ana Kilesesi, Diyarbakır, Turquie).

La prière du Juste Éphrem (grec ancien : Εὐχἠ τοῦ Ὁσίου Ἐφραίμ, Euchè tou Hosiou Ephraim) est une prière attribuée à Éphrem le Syrien et en usage dans les Églises d'Orient — Églises orthodoxes et Églises catholiques de rite byzantin — durant le Grand Carême. Selon la tradition byzantine, cette prière résume le plus simplement l'esprit du carême ; de ce fait, elle est la prière du Grand Carême par excellence, récitée à tous les services de semaine (par exemple lors de la Liturgie des présanctifiés) comme en privé.
Historiquement, il existe deux versions de la prière : celle en grec et celle en langue liturgique slave (ou slavon d'église). Comme Éphrem écrivait seulement en syriaque, il est presque certain que cette prière n'est pas son œuvre : elle fait plutôt partie du large corpus d'écrits pénitentiels et ascétiques composés sous le nom d'Éphrem après sa mort en 373.

## Versiongrecque
Κύριε καὶ Δέσποτα τῆς ζωῆς μου, πνεῦμα ἀργίας, περιεργίας, φιλαρχίας, καὶ ἀργολογίας μή μοι δῷς.

Πνεῦμα δὲ σωφροσύνης,, ταπεινοφροσύνης, ὑπομονῆς, καὶ ἀγάπης χάρισαί μοι τῷ σῷ δούλῳ.

Ναί, Κύριε Βασιλεῦ, δώρησαι μοι τοῦ ὁρᾶν τὰ ἐμὰ πταίσματα, καὶ μὴ κατακρίνειν τὸν ἀδελφόν μου,
ὅτι εὐλογητὸς εἶ, εἰς τοὺς αἰῶνας τῶν αἰώνων. Ἀμήν.
Seigneur et Maître de ma vie, ne m'abandonne pas à l'esprit de paresse, de découragement, de domination et de vain bavardage !

Mais fais-moi la grâce, à moi ton serviteur, de l'esprit de chasteté (d'intégrité), d'humilité, de patience et de charité.

Oui, Seigneur-Roi, accorde-moi de voir mes fautes et de ne pas condamner mon frère,
ô Toi qui es béni dans les siècles des siècles. Amen.
Cette version grecque est la forme normale de la prière utilisée dans l'Église grecque orthodoxe et toutes les Églises qui utilisent le grec ou l'arabe. On trouve de petites variantes de ce texte dans des manuscrits anciens.

## Versions enlangue liturgique slave

### Slavon pré-nikonien
Traduction  dans la langue liturgique slave primitive :
Господи и владико животѹ моемѹ, духъ оунынїѧ, небрежεнїѧ, срεбролюбїѧ и празднословїѧ ѿжεни ѿ мεнε.

Духъ же цѣломѹдрїѧ, смиренїѧ, терпѣнїѧ и любве дарѹй ми рабѹ твоемѹ.

Ей Господи Царю, даждь ми зрѣти моѧ согрѣшенїѧ, и еже не ωсуждати брата моегω, якω благословенъ еси во вѣки. Аминь.
Seigneur et Maître de ma vie, ôte de moi l'esprit de paresse, d'abattement, de domination et de vain bavardage !

Mais fais-moi la grâce, à moi ton serviteur, de l'esprit de chasteté (d'intégrité), d'humilité, de patience et de charité.

Oui, Seigneur-Roi, accorde-moi de voir mes fautes et de ne pas condamner mon frère, ô Toi qui es béni dans les siècles des siècles. Amen.
Il y a deux différences singulières, dans le premier verset, entre les versions grecque et slavonne : Tout d'abord, pour ce qui concerne l'esprit de paresse, le grec dit μή μοι δῷς, c'est-à-dire « ne me donne pas », « épargne-moi », là où le slavon donne ωтжεни ωт мεнε, c'est-à-dire « ôte-moi ». Ensuite, où le texte grec se lit περιέργια, periergia, « découragement », le texte slavon écrit небрежεнїѧ, nebrezheniya, « abattement » (qui se dit en grec ακηδία, akêdia). Que ces différences soient dues à des sources manuscrites diverses ou qu'elles reflètent l'altérité des tempéraments nationaux n'est pas encore éclairci.
Cette version a été remplacée en Russie, en 1656, par la réforme liturgique du patriarche Nikon, toutefois, elle demeure en usage chez les Vieux-croyants.

### Version de Kiev de 1639
Господи и владыко живота моегω, духъ оунынїѧ, небрежεнїѧ, любоначалїѧ и празднословїѧ ѿжεни ѿ мεнε.

Духъ же цѣломѹдрїѧ, смиреномѹдрїѧ, терпѣнїѧ и любве, дарѹй ми рабѹ твоемѹ.

Ей Господи Царю, даждь ми зрѣти моѧ согрѣшенїѧ, и не ωсуждати брата моегω, якω благословенъ еси во вѣки вѣковъ. Аминь.
Cette version se trouve dans le Liturgicon (Sluzhebnik) ou Livre de service du prêtre, publié à Kiev en 1639 par Pierre Movilă. Elle est substantiellement identique à la version primitive ci-dessus, avec quelques modernisations typographiques. L'usage du datif (животѹ моемѹ) pour marquer la possession, ressenti comme archaïque, est remplacé par le génitif (живота моегω). Ce texte comporte toujours les différences signalées ci-dessus avec le texte grec.
Cette traduction a été utilisée dans toutes les Églises ressortissant de Kiev : en Ukraine, Pologne, Slovaquie, Autriche, etc. Elle a été remplacée presque partout par la version présentée ci-après. Elle est aujourd'hui utilisée (en slavon d'Église ou en langue vernaculaire) par les églises adeptes de la recension ruthénienne (Église grecque-catholique ukrainienne, Église grecque-catholique ruthène, Église grecque-catholique biélorusse, Église grecque-catholique hongroise, Église grecque-catholique slovaque).

### Version de Nikon de 1656
Господи и владыко живота моегω, духъ праздности, оунынїѧ, любоначалїѧ и празднословїѧ не даждь ми.

Духъ же цѣломѹдрїѧ, смиренномѹдрїѧ, терпѣнїѧ и любве, дарѹй ми рабѹ твоемѹ.

Ей Господи Царю, даруй ми зрѣти моѧ прегрѣшенїѧ, и не ωсуждати брата моегω, якω благословенъ еси во вѣки вѣковъ. Аминь.
Version du rituel publié en 1656 à Moscou par le patriarche Nikon. Celui-ci souhaitait abolir toute différence entre les rites moscovite et grec, aussi cette version slavonne suit mot-à-mot la version grecque. Elle est aujourd'hui en usage ans l'Église russe orthodoxe (Patriarcat de Moscou et de toute la Russie et Église orthodoxe russe hors frontières), l'Église de Kiev et de toute la Rus', l'Église orthodoxe de Biélorussie, l'Église orthodoxe serbe, le Patriarcat de Bulgarie et autres Églises slaves orthodoxes.

## Usage liturgique
Les jours de semaine du Grand Carême, la prière est prescrite pour chacune des heures canoniales (généralement vers la fin de l'office) et deux fois lors de la liturgie des présanctifiés.
Lors du triodion, elle est d'abord récitée le mercredi et le vendredi de la semaine des laitages 
puis, après les Vêpres du dimanche du Pardon, lorsque débute le Grand Carême ; du lundi au vendredi jusqu'au mercredi de la Semaine sainte. À la fin de la liturgie des présanctifiés du mercredi saint, on répète la Prière de saint Éphrem une seconde fois, ce qui marque son usage final lors du carême. À de ce moment, l'accent n'est plus mis sur la pénitence mais sur l'espérance de la Passion et de la Résurrection.
Lors du jeûne de la Nativité, du jeûne de la Dormition et du jeûne des apôtres, le rituel du Grand Carême est utilisé lorsqu'on ne sert pas la Divine Liturgie ; dans ces cas, on récite la prière de saint Éphrem.

## Inclinaisons et prosternations
La prière est accompagnée d'inclinaisons et de prosternations.
Selon le rituel, la prière est dite une ou deux fois :
- lorsqu'elle est dite une fois, elle comporte trois versets, avec une prosternation après chaque verset ;
- lorsqu'elle est dite deux fois (quoique les pratiques locales puissent varier), elle est récitée la première fois avec une prosternation après chaque verset ; puis suivent une série d'inclinaisons ou de prosternation (soit en silence, soit avec de courtes oraisons) ; la prière est dite une seconde fois sans interruptions avec une prosternation finale.

Dans la pratique russe orthodoxe actuelle, on exécute douze métanies (inclinaison du buste) entre les versets de la prière en disant chaque fois : Боже, ѡчисти мѧ грѣшнаго (грѣшнѹю pour une femme) : « O Dieu, purifie-moi, pêcheur. » Lorsque la prière est dite au cours d'un service, le prêtre seul dit : « O Dieu, purifie-moi, pêcheur » et tous les fidèles s'inclinent.
La tradition des Vieux croyants est identique, mais au lieu de douze inclinaisons, ils pratiquent treize prosternations en récitant chaque fois la prière du cœur ou la prière suivante :
Seigneur Jésus-Christ, Fils de Dieu, prends pitié de moi, pécheur. (Господи Ісусе Христе Сыне Божїй помилѹй мѧ грѣшнаго/грѣшнѹю.)

Dieu sois pitoyable envers moi, pêcheur. (Боже милостивъ буди мнѣ грѣшномѹ.)

Dieu, purifie-moi de mes péchés et prends pitié de moi. (Боже ѡчисти грѣхи моѧ и помилѹй мѧ.)

Toi, mon créateur, Seigneur, prends pitié de moi. (Создавый мѧ Господи, помилѹй.)

J'ai péché démesurément. Seigneur, pardonne-moi. (Безъ числа согрѣшихъ, Господи прости мѧ.)

Seigneur Jésus-Christ, Fils de Dieu, prends pitié de moi, pécheur.

Dieu sois pitoyable envers moi, pêcheur.

Dieu, purifie-moi de mes péchés et prends pitié de moi.

Toi, mon créateur, Seigneur, prends pitié de moi.

J'ai péché démesurément. Seigneur, pardonne-moi.

Dieu sois pitoyable envers moi, pêcheur.

Toi, mon créateur, Seigneur, prends pitié de moi.

J'ai péché démesurément. Seigneur, pardonne-moi.
Ici aussi, la tradition ruthénienne diffère légèrement des autres traditions. Elle retient certains éléments propres aux Vieux-croyants. Le Liturgikon de Pierre Movilă de 1639 prescrit douze prosternations du buste. Les trois versets suivants sont répétés pour atteindre le compte de douze :
Dieu sois pitoyable envers moi, pêcheur.

Dieu, purifie-moi de mes péchés et prends pitié de moi.

J'ai péché démesurément. Seigneur, pardonne-moi.

## Version en d'autres langues

### Enarabe
أيها الرب وسيد حياتي اعتقني من روح البطالة والفضول، وحب الرئاسة والكلام البطال

وانعم علي انا عبدك الخاطئ بروح العفة واتضاع الفكر والصبر والمحبة

نعم يا ملكي والهي هب لي ان أعرف ذنوبي وعيوبي والا أدين اخوتي فانك مبارك الى الأبد. آمين
La version arabe suit la version grecque.

### Enbiélorusse
En caractères cyrilliques :
Госпадзе і Ўладару жыцьця майго, духа ленасьці, нуды, уладалюбства і марнаслоўя ня дай мне.

Духа чысьціні, пакоры, цярплівасьці і любові дай мне, слузе Твайму.

Так, Госпадзе Ўладару! Дай мне бачыць мае правіны і не асуджаць брата майго, бо Ты блаславёны на вякі вякоў. Амін.
En caractères latins :
Hospadzie i Ŭładaru žyćcia majho, ducha lenaści, nudy, uładalubstva i marnasłoŭja nia daj mnie.

Ducha čyścini, pakory, ciaplivaści i lubovi daj mnie, słuzie Tvajmu.

Tak, Hospadzie Ŭładaru! Daj mnie bačyć maje praviny i nie asudžać brata majho, bo Ty błasłaviony na viaki viakoŭ. Amin.

### Engéorgien
უფალო და მეუფეო ცხოვრებისა ჩემისაო, სულსა უქმობისასა და მიმომწვლილელობისასა, მთავრობის მოყვარებისასა და ცუდად მეტყველებისასა ნუ მიმცემ მე.

ხოლო სული სიწმიდისა, სიმდაბლისა, მოთმინებისა და სიყვარულისა მომმადლე მე, მონასა შენსა.

ჰე, უფალო, მომანიჭე მე განცდაი თვისთა ცოდვათა და არა განკითხვად ძმისა ჩემისა, რამეთუ კურთხეულ ხარ შენ უკუნისამდე. ამინ
Translittération en caractères latins avec usage de l'apostrophe pour représenter les glottalisation :
upalo da meupeo tskhovrebisa chemisao, sulsa ukmobisasa da mimomts'vlilelobisasa, mtavrobis moqvarebisasa da tsudad met'kvelebisasa nu mimtsem me.

kholo suli sits'midisa, simdablisa, motminebisa da siqvarulisa mommadle me, monasa shensa.

he, upalo, momanich'e me gantsdai tvista tsodvata da ara gank'itkhvad dzmisa chemisa, rametu k'urtkheul xar shen uk'unisamde. amin.

### Enjaponais
主吾が生命の主宰よ、怠惰と、愁悶と、矜誇と、空談の情を吾に與うる勿れ。

貞操と、謙遜と、忍耐と、愛の情を我爾の僕（婢）に與え給え。

嗚呼主王よ、我に我が罪を見、我が兄弟を議せざるを賜え、蓋爾は世世に崇め讃めらる。「アミン」
Translittération en alphabet latin :
Shu waga inochino shusaiyo, okotarito, modaeto, hokorito, mudagotono kokoro-o, wareni atauru nakare.

Misaoto, herikudarito, koraeto, ainokokoro-o, ware nannjino bokuhini ataetamae.

Ah shu oyo, wareni waga tumio mi, waga keitei o gisezaruo tamae, kedashi nannjiha yoyoni agamehomeraru. Amin.

### Enroumain
Doamne şi Stăpânul vieţii mele, duhul trândăviei, al grijii de multe, al iubirii de stăpânire şi al grăirii în deşert nu-mi-l da mie.

Iar duhul curăţiei, al gândului smerit, al răbdării şi al dragostei dăruieşte-mi mie slugii tale.

Aşa Doamne, Împărate, dăruieşte-mi să-mi văd greşalele mele şi să nu osândesc pe fratele meu, că binecuvântat eşti în vecii vecilor. Amin.
Le texte roumain suit la version grecque.

### Enslovaque
Pane a Vládca môjho života, odním odo mňa ducha znechutenosti, nedbalosti, mocibažnosti a prázdnych rečí.

Daruj mne, svojmu služobníkovi, ducha miernosti, poníženosti, trpezlivosti a lásky.

Áno, Pane a Kráľu, daj, aby som videl vlastné prehrešenia a nepodsudzoval svojho brata, lebo ty si požehnaný na veky vekov. Amen.
Autre traduction :
Pane a Vládca môjho života, odožeň odo mňa ducha zúfalstva, nedbanlivosti, mocibažnosti a prázdnych rečí.

Daruj mne, tvojmu služobníkovi, ducha čistoty, pokory, trpezlivosti a lásky.

Áno, Pane a Kráľu, daruj mi vidieť vlastné hriechy a neodsudzovať môjho brata, lebo ty si požehnaný na veky vekov, amen.

### Enukrainien
Господи і Владико життя мого, духа млявости, недбайливости, владолюбства й пустослів’я віджени від мене.

Духа же доброчесности і смиренномудрія, терпіння й любови даруй мені, недостойному рабові Твоєму.

Так, Господи Царю, дай мені зріти мої прогрішення і не осуджувати брата мого, бо Ти благословен єси на віки віків. Амінь.
La version ukrainienne suit de très près la version de Pierre Movilă.

### Enfinnois
Herra, elämäni valtias! Estä minusta laiskuuden, velttouden, vallanhimon ja turhanpuhumisen henki.

Anna minulle, sinun palvelijallesi, sielun puhtauden, nöyryyden, kärsivällisyyden ja rakkauden henki.

Oi, Kuningas ja Herra! Anna minun nähdä rikokseni ja anna, etten veljeäni tuomitsisi, sillä siunattu olet sinä iankaikkisesti. Aamen.
La version finnoise suit la version grecque.

### Enhawaiien
E ka Haku a me ke Kahu o ko‘u ola! Mai hā‘awi ‘Oe ia‘u i ka ‘uhane o ka na‘au palaka, ka mana‘o pauaho, ke kuko hewa a me ke kakahili.

Akā naʻe, e hā‘awi mai nō na‘e ‘Oe ia‘u, Kāu ‘ōhua, i ka ‘uhane o ke kūkapu, ka ha‘aha‘a, ke ahonui a me ke aloha. 

E ka Haku ē, ka Mō‘ī ho‘i! E ‘ae ‘Oe mai ia‘u i ka hiki ke ‘ike i ko‘u mau hewa a me ka hiki ke ho‘ohalahala ‘ole aku i ko‘u hoa kanaka; no ka mea, Nou ka pōmaika‘i mai kēia manawa a mau loa aku no nā kau ā kau. ‘Āmene.

### Articles liés
- Grand carême
- Typika
- Recension ruthénienne